# Physophorina livingstonii
Physophorina livingstonii is een rechtvleugelig insect uit de familie Pneumoridae. De wetenschappelijke naam van deze soort is voor het eerst geldig gepubliceerd in 1874 door Westwood.